# Merseburg
Merseburg nebo Merseburk (česky zastarale Meziboř) je historické město ve středním Německu na řece Sále se slavným dómem, zámkem a technickou univerzitou. V okolí města byl ve 20. století významný chemický průmysl.

## Dějiny
Místo bylo osídleno už od mladší doby kamenné a v muzeu jsou nálezy z halštatské i římské doby. Jako město se poprvé připomíná koncem 9. století, po roce 919 zde založil Jindřich I. Ptáčník císařskou falc, roku 968 bylo založeno biskupství, kolem roku 1000 benediktinský klášter a roku 1015 dóm sv. Jana Křtitele, z něhož se dodnes zachovala románská krypta.
Biskup Dětmar z Merseburku ve své kronice, která obsahuje i mnoho důležitých údajů o českých dějinách, popsal dějiny 10. století. Roku 1219 dostalo město hradby, k roku 1289 se poprvé připomíná městská samospráva a od roku 1426 bylo město členem Hansy. Kolem roku 1470 byl přestavěn zámek a roku 1473 zde vznikla první tiskárna.
Po roce 1561 přišla do města reformace, biskupství i klášter byl zrušen a majetek připadl panovníkovi. Po roce 1605 byl opět přestavěn zámek a v letech 1656–1738 zde sídlil sasko-merseburský hrabě, což městu velmi prospívalo. Po Vídeňském kongresu roku 1815 připadl Merseburg Prusku. V roce 1841 byly v biskupské knihovně objeveny tzv. Merseburské zlomky, opis prastarých zaříkadel a svědectví o předkřesťanské kultuře starých Germánů. Roku 1846 se Merseburg připojil na železnici a po roce 1916 začaly kolem zdejších hnědouhelných dolů vznikat chemické továrny (Buna, Leuna) firmy BASF. Za druhé světové války bylo město silně poškozeno a další historické části byly strženy po roce 1968. Počet obyvatel dosáhl maxima (téměř 51 tisíc) v roce 1961 a od té doby pomalu klesal. Teprve po roce 1989 začala důkladná rekonstrukce památek.

## Pamětihodnosti
- Dóm sv. Jana Křtitele a sv. Vavřince, založený biskupem Dětmarem roku 1015. Z původní stavby, několikrát přestavované, se zachovala krypta a spodní části věží, po třicetileté válce došlo k barokním dostavbám. V dómě jsou jedny z největších romantických varhan v Německu (s barokním prospektem), rekonstruované v letech 2003-2006, a bronzová náhrobní deska Rudolfa Švábského (†1080).
- Stará radnice z konce 15. století.
- Zámek byl původně založen biskupem Jindřichem 1245, přestavba do současné renesanční podoby začala v roce 1604. Dnes je sídlem okresní správy.
- Barokní zámecká zahrada (20 000 m2) na břehu Saaly

## Okolí
Cca 10 km severně leží statutární město (městský okres) Halle.
Velké chemické závody severně (Buna) a jižně (Leuna) od města poznamenaly jeho osud ve 20. století. Desítky náletů strategických bombardérů měly za cíl vyřadit výrobu syntetického kaučuku a benzínu, ale zároveň těžce poškodily obce Schkopau, Merseburg a Leuna. Následná činnost socialistických podniků VEB Leuna-Werke (až 30 000 zaměstnanců) a VEB Chemische Werke Buna (18 000 zaměstnanců) zatížila životní prostředí a dala vzniknout rekordně vysokým haldám.
Jihozápadně ležící údolí říčky Geisel bylo už od 17. století zdrojem hnědého uhlí. Průmyslová těžba v povrchových dolech se začala rozvíjet od roku 1906 a svého vrcholu dosáhla ve druhé polovině 20. století, kdy zasáhla celkem 33 km2 krajiny a pohltila 16 sídel. Poslední důl byl uzavřen v roce 1993 a začala rozsáhlá sanace. Zbytková prohlubeň se proměnila v umělé jezero Geiseltalsee. S plochou 18 km2 je největším umělým jezerem v Německu, ale s ohledem na nestability podloží došlo až v roce 2012 k turistickému a rekreačnímu zpřístupnění pouze jižního břehu. Dalšími menšími jezery poblíž jsou Runstettersee a Südfeldsee (Großkayna).
Východně od města jsou rovněž zaplavené těžební jámy, Raßnitzer See a Wallendorfer See, kde rekultivace a stablizace ještě probíhá.

## Doprava
Merseburg má přímé železniční spojení s městy Halle, Naumburg a Eisenach a leží na dálnicích A9 a A38.

## Osobnosti města
- Dětmar z Merseburku (975–1018), biskup v Merseburku a známý kronikář

## Partnerská města
- Bottrop, Severní Porýní-Vestfálsko, Německo, 1989
- Genzano di Roma, Itálie, 1971
- Châtillon, Francie, 1963

## Fotogalerie

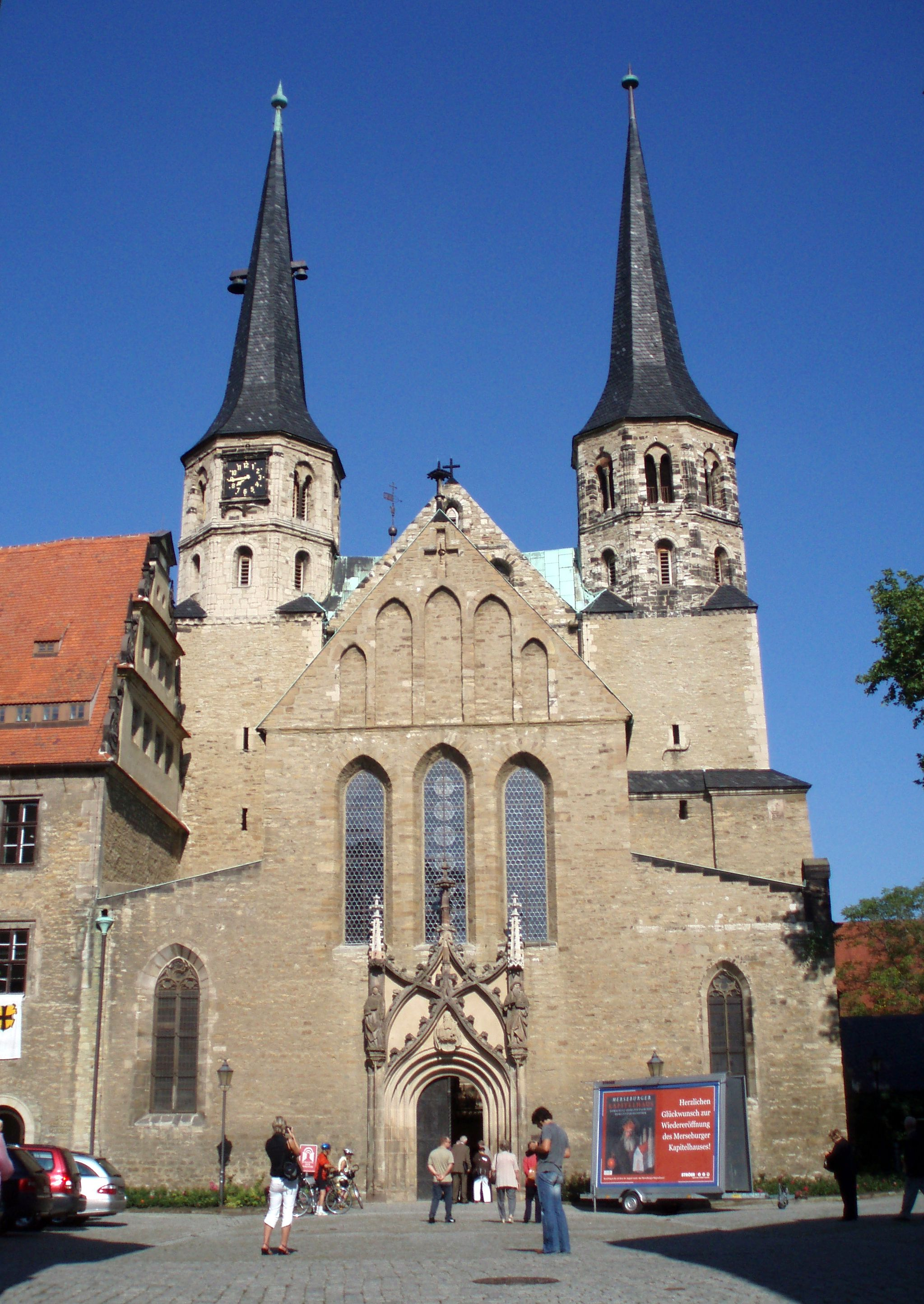
Dóm, západní průčelí
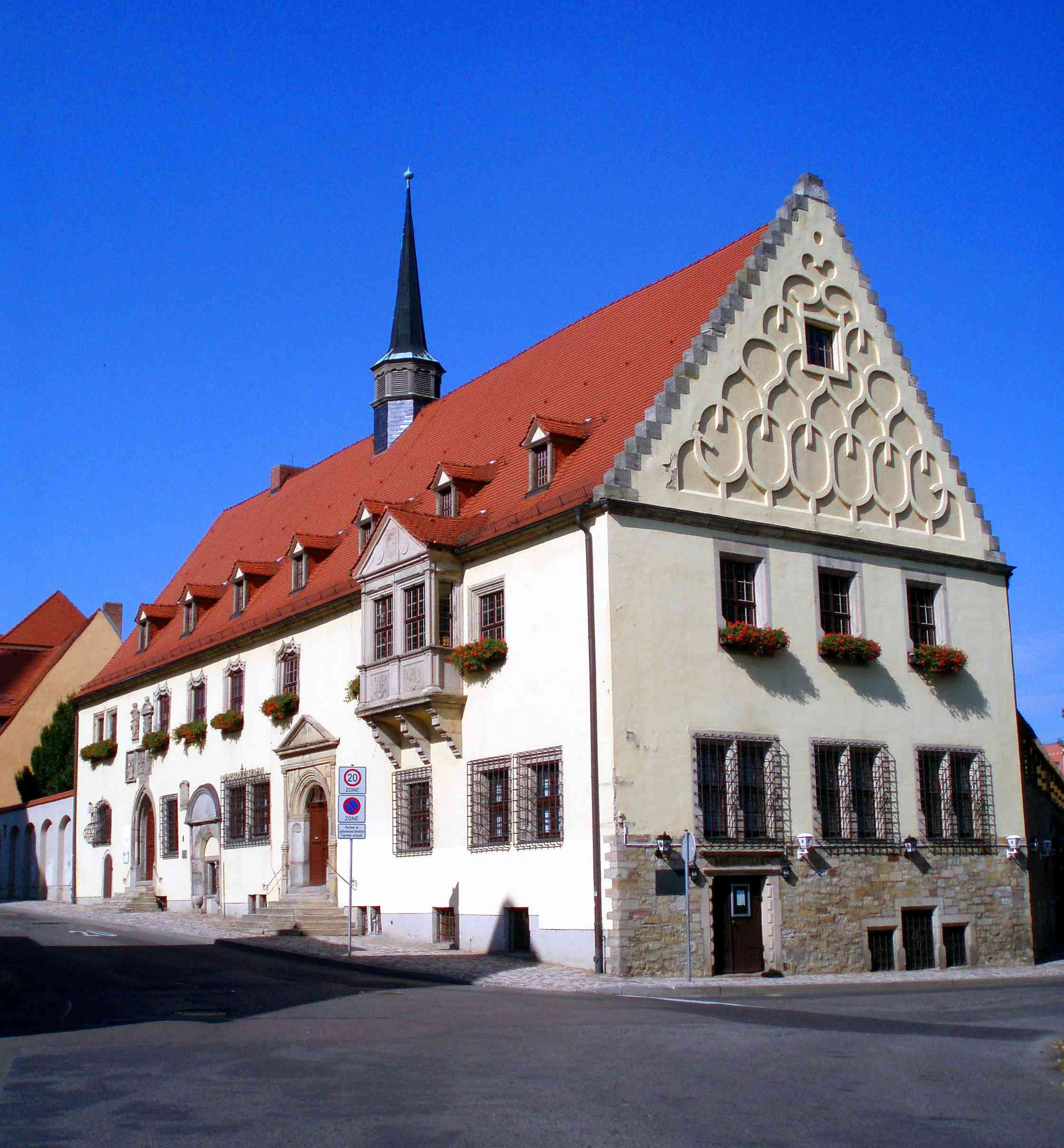
Stará radnice
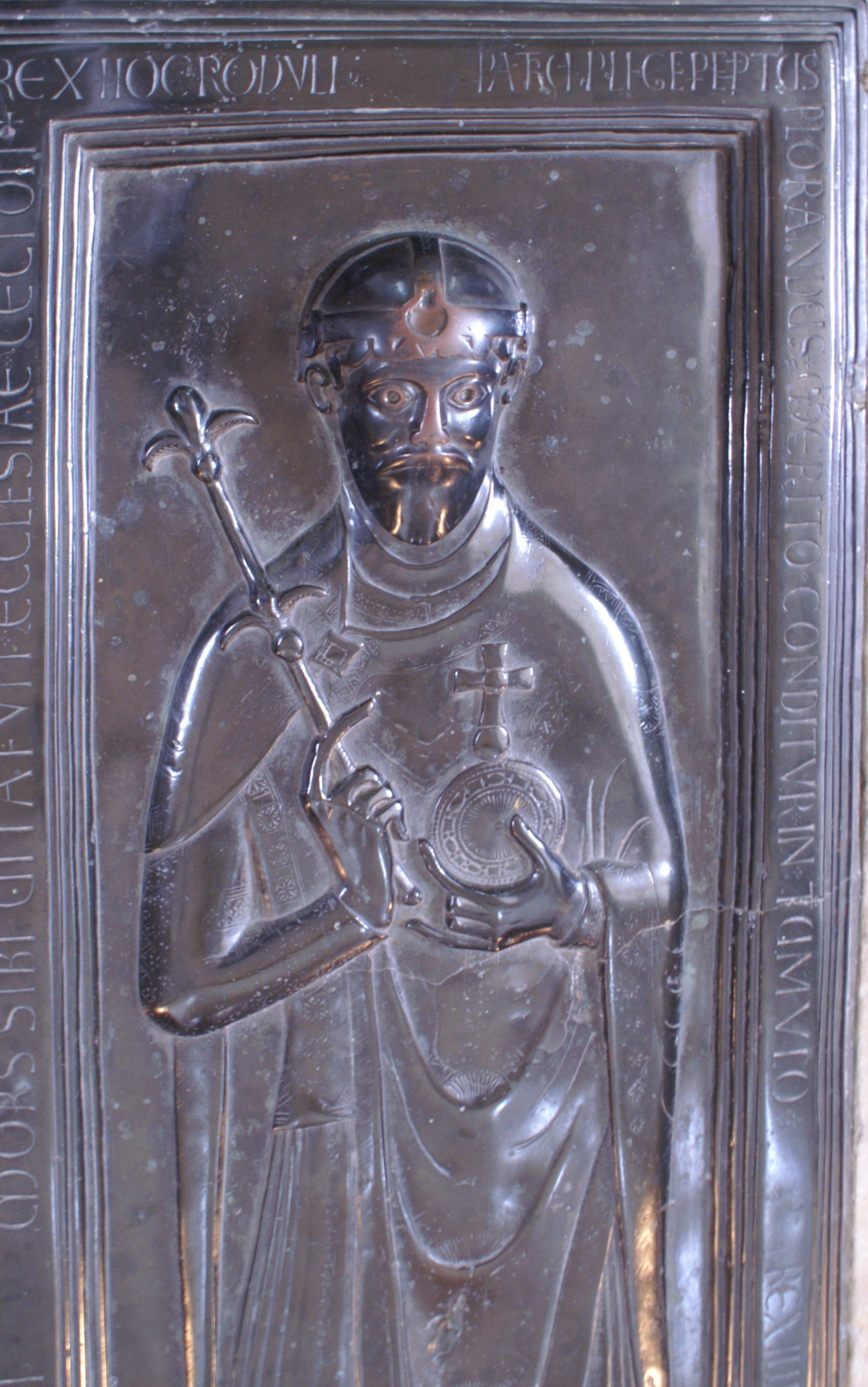
Náhrobek Rudolfa Švábského